# Декларація прав людини і громадянина
Декларація прав людини і громадянина (фр. Déclaration des Droits de l'Homme et du Citoyen) — історичний французький документ, прийнятий постановою Французьких Національних зборів 26 серпня 1789, визначна документальна пам'ятка Французької революції.

## Зміст
Декларація включає загальні колективні та індивідуальні права всіх громадян Франції, вона досі має фундаментальний характер для французького конституційного права.
1. Люди народжуються і залишаються вільними та рівними у правах; суспільні відмінності можуть ґрунтуватися лише на основі загальної користі.
2. Метою кожного політичного об'єднання є збереження природних і невіддільних прав людини; цими правами є свобода, власність, безпека та опір гніту.
3. Джерело всього суверенітету бере свій початок в нації; жодна група, жодна особа не може здійснювати владу, яка прямо не витікає з нього.
4. Свобода полягає у владі робити все, що не є шкідливим для інших; таким чином, здійснення природних прав кожної людини має лише такі межі, які забезпечують іншим членам суспільства користування такими самими правами; такі межі можуть бути визначені лише законом.
5. Закон може забороняти лише ті дії які є шкідливими для суспільства. Все, що не заборонено законом, те дозволено, і ніхто не може бути примушений робити те, що законом не передбачено.
6. Закон є виразом загальної волі; всі громадяни мають право брати участь особисто або через своїх представників у його створенні; повинен бути рівним для всіх, захищає він чи карає. Усі громадяни, як рівні перед ним, однаковою мірою допускаються до всіх державних посад, місць і служб, відповідно до їх здібностей і без розрізнення іншого, ніж на основі чеснот і обдарованості.
7. Жодна людина не може бути обвинувачена, заарештована або затримана, крім випадків, визначених законом, і відповідно до форм, передбачених ним. Той, хто домагається видання свавільних наказів, сприяє їх виданню, виконує їх, або той, на чию вимогу вони виконуються, повинен бути покараний; але кожний громадянин, викликаний чи затриманий на виконання закону, мусить негайно коритися; він є винним, якщо чинить опір.
8. Закон може встановлювати лише ті покарання, які безумовно та очевидно необхідні; ніхто не може бути покараний інакше, ніж на підставі закону, ухваленого й оприлюдненого до вчинення злочину, і правомірно застосованого.
9. Оскільки кожна людина вважається невинуватою, доки її не визнано винною, то у разі необхідності застосування арешту, будь-яка надмірна суворість для забезпечення охорони особи обвинуваченого повинна суворо каратися законом.
10. Ніхто не може зазнавати утисків через вираження своїх поглядів, навіть релігійних, якщо їх вираження не порушує громадського порядку, встановленого законом.
11. Вільне повідомлення ідей і поглядів є одним з найцінніших прав людини. Як наслідок, кожен громадянин може вільно висловлюватись, писати та друкувати, але підлягає відповідальності за зловживання цією свободою у випадках, передбачених законом.
12. Забезпечення прав людини та громадянина передбачає необхідність застосування публічної сили; тому така сила встановлюється для блага усіх, а не в приватних інтересах тих, кому вона довірена.
13. Для утримання публічної сили й витрат на управління обов'язковим є загальний податок; він повинен стягуватись однаковою мірою з усіх громадян відповідно до їх статків.
14. Громадяни мають право встановлювати самостійно або через своїх представників необхідність державного податку, вільно погоджуватись на його стягнення, наглядати за його використанням і визначати його частку, розмір, порядок сплати й тривалість.
15. Суспільство має право вимагати від кожного представника влади звітування про його управлінську діяльність.
16. Усяке суспільство, в якому не забезпечуються гарантії прав або не проведено розподілу влад, не має конституції взагалі.
17. Оскільки власність є священним і непорушним правом, ніхто не може бути позбавлений її інакше, ніж у разі законно встановленої суспільної необхідності й за умови справедливого і попереднього відшкодування.

Ці права включають право брати участь у представницькій владі, рівність перед законом, волю від несправедливого ув'язнення, свободу слова і релігії, податок у залежності від можливості його заплатити (прогресивне оподаткування), безпеку власності. Попри те, що Декларація встановлює загальні права всіх без винятку громадян Франції, у ній жодним чином не зображений статус жінок та рабства.
У 1946 були додані рівні права для жінок, право на роботу, на створення спілок, на страйки, відпочинок, соціальну забезпеченість, допомогу в літньому віці та безплатне навчання.

## Значення сьогодні
Відповідно до преамбули чинної Конституції П'ятої французької республіки від 4 жовтня 1958 р., принципи, викладені у Декларації, мають конституційну силу. Багато законів та інших нормативних актів були скасовані, оскільки, на думку Конституційної ради Франції або Державної ради, вони не узгоджувались із принципами Декларації.
Декларація мала великий загальносвітовий вплив на утвердження ліберальної демократії. Оригінал документа зберігається у Національному архіві Франції. У 2003 документ був внесений до міжнародного реєстру ЮНЕСКО «Пам'ять світу».